# Élections législatives groenlandaises de 2009
Les élections législatives groenlandaises de 2009 se sont déroulées le 2 juin 2009.
Le Premier ministre Hans Enoksen annonce ces élections anticipées à la suite des résultats du référendum sur l'autonomie.
Pour la première fois de l'histoire du Parlement, le parti social-démocrate indépendantiste Siumut n'arrive pas en tête : il est dépassé par l'autre parti indépendantiste de gauche, Inuit Ataqatigiit, qui double son nombre de députés. Enoksen laisse donc sa place de Premier ministre au leader de ce parti, Kuupik Kleist, qui forme une coalition de gouvernement avec Demokraatit et Kattusseqatigiit.

## Système électoral
L'Inatsisartut est le parlement monocaméral du Groenland, pays constitutif du royaume de Danemark. Il est composé de 31 sièges pourvus pour quatre ans au scrutin proportionnel plurinominal de liste dans une seule circonscription électorale. Après décompte des voix, les sièges sont répartis selon la méthode d'Hondt, sans seuil électoral.

## Résultats
|                        |                               |        |       |       |        |               |  |  |  |  |  |  |  |  |
| Parti                  | Parti                         | Voix   | %     | +/-   | Sièges | +/-           |  |  |  |  |  |  |  |  |
|                        | Inuit Ataqatigiit (IA)        | 12 457 | 44,06 | 21,50 | 14     | 7             |  |  |  |  |  |  |  |  |
|                        | Siumut (S)                    | 7 567  | 26,76 | 3,92  | 9      | 1             |  |  |  |  |  |  |  |  |
|                        | Les Démocrates (D)            | 3 620  | 12,80 | 10,03 | 4      | 3             |  |  |  |  |  |  |  |  |
|                        | Atassut (A)                   | 3 094  | 10,94 | 8,20  | 3      | 3             |  |  |  |  |  |  |  |  |
|                        | Association de candidats (KP) | 1 084  | 3,83  | 0,22  | 1      | en stagnation |  |  |  |  |  |  |  |  |
|                        | Sorlaat (SP)                  | 383    | 1,35  | Nv.   | 0      | en stagnation |  |  |  |  |  |  |  |  |
|                        | Indépendants                  | 70     | 0,25  | -     | 0      | -             |  |  |  |  |  |  |  |  |
|                        |                               |        |       |       |        |               |  |  |  |  |  |  |  |  |
| Suffrages exprimés     | Suffrages exprimés            | 28 275 | 99,18 |       |        |               |  |  |  |  |  |  |  |  |
| Votes blancs et nuls   | Votes blancs et nuls          | 235    | 0,82  |       |        |               |  |  |  |  |  |  |  |  |
| Total                  | Total                         | 28 510 | 100   | -     | 31     | en stagnation |  |  |  |  |  |  |  |  |
| Abstention             | Abstention                    | 11 480 | 28,71 |       |        |               |  |  |  |  |  |  |  |  |
| Inscrits/Participation | Inscrits/Participation        | 39 990 | 71,29 |       |        |               |  |  |  |  |  |  |  |  |